# Luc-Actes

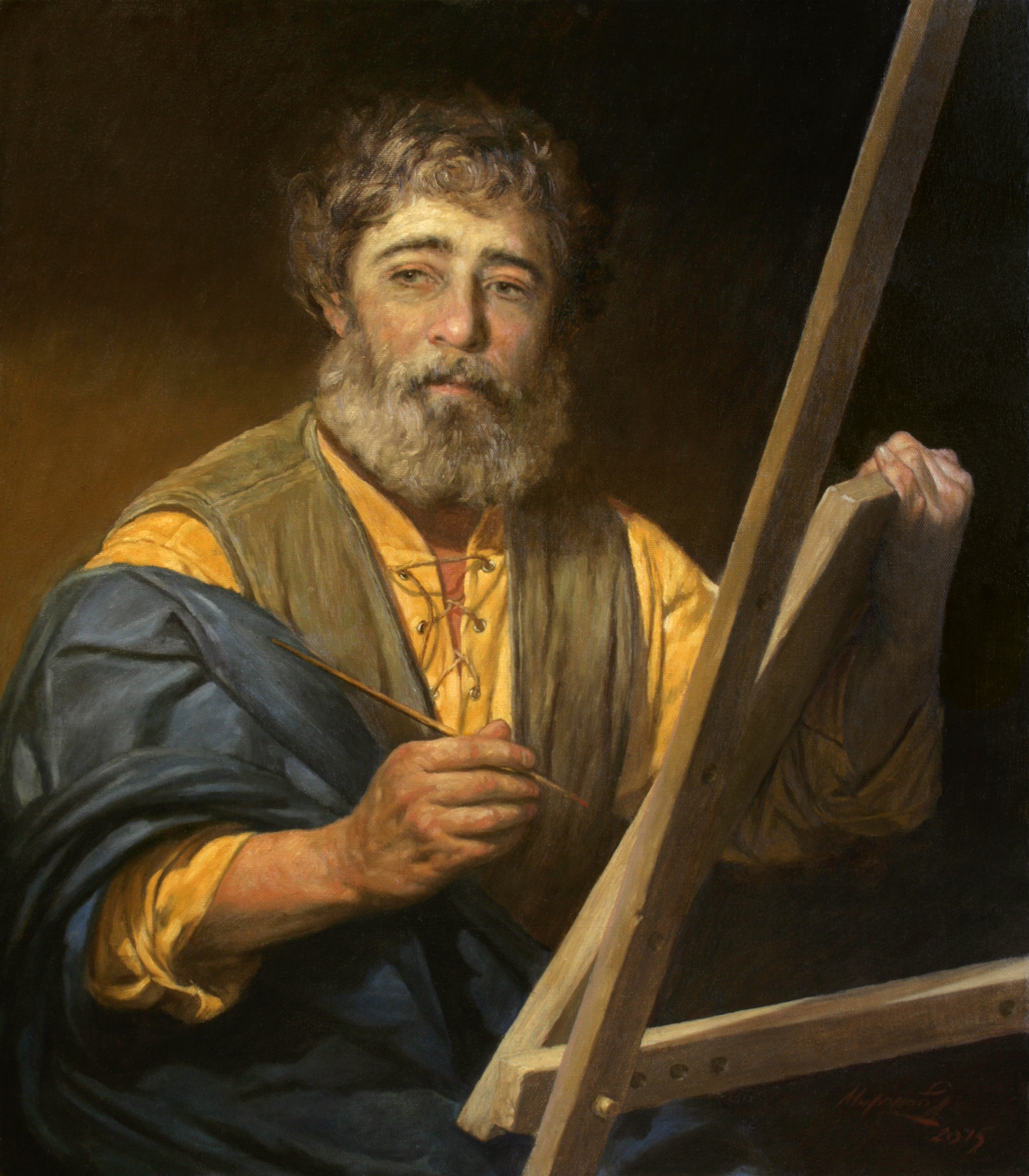
L'Apôtre Luc. 2015. Huile sur toile, 80×70, par l'artiste Andrei Mironov

Luc-Actes est le nom donné par les biblistes à l'ensemble formé par  l'Évangile selon Luc et les Actes des Apôtres dans le Nouveau Testament. Ces deux textes décrivent le ministère de Jésus de Nazareth ainsi que les vies des apôtres (et de Paul de Tarse à partir du chapitre 13).

## Présentation
Les deux textes sont considérés comme l'œuvre de Luc. Ils sont dédiés à un  personnage nommé Théophile. Le livre des Actes commence par "Dans mon premier livre..." (en référence à l'Évangile selon Luc). 
La tradition affirme que Luc, cité dans Colossiens 4. 14, était un disciple de Paul, mais la plupart des spécialistes rejettent ce point de vue. Ces deux ouvrages ont été rédigés par un Grec vers les années 80-85 et destinés à un  public non juif.
Irénée de Lyon est le premier à mentionner Luc, en particulier contre le marcionisme.